# سوزان كونينغ
سوزان كونينغ (بالألمانية: Susanne König)‏ هي مبارزة بالسيف ألمانية، ولدت في 30 مايو 1974 في ساتو ماري في رومانيا.

## وصلات خارجية
- سوزان كونينغ على موقع أوليمبيديا (الإنجليزية)